# 圆斑扁尾鲀
圆斑扁尾鲀（学名：Pleuranacanthus sceleratus）为鲀科扁尾鲀属的鱼类。分布于印度洋非洲东海岸至太平洋中部夏威夷群岛、南至澳大利亚、北至日本以及西沙群岛、海南岛和澎湖列岛海域等，属于热带和亚热带较深海域内大型肉食性鱼类。其属于剧毒性鱼类。该物种的模式产地在美国、太平洋。